# Oparypsy
Oparypsy (ukrainisch Опарипси; russisch Опарипсы Oparipsy, polnisch Oparypsy) ist ein Dorf im Südwesten der ukrainischen Oblast Riwne mit etwa 1000 Einwohnern (2019).

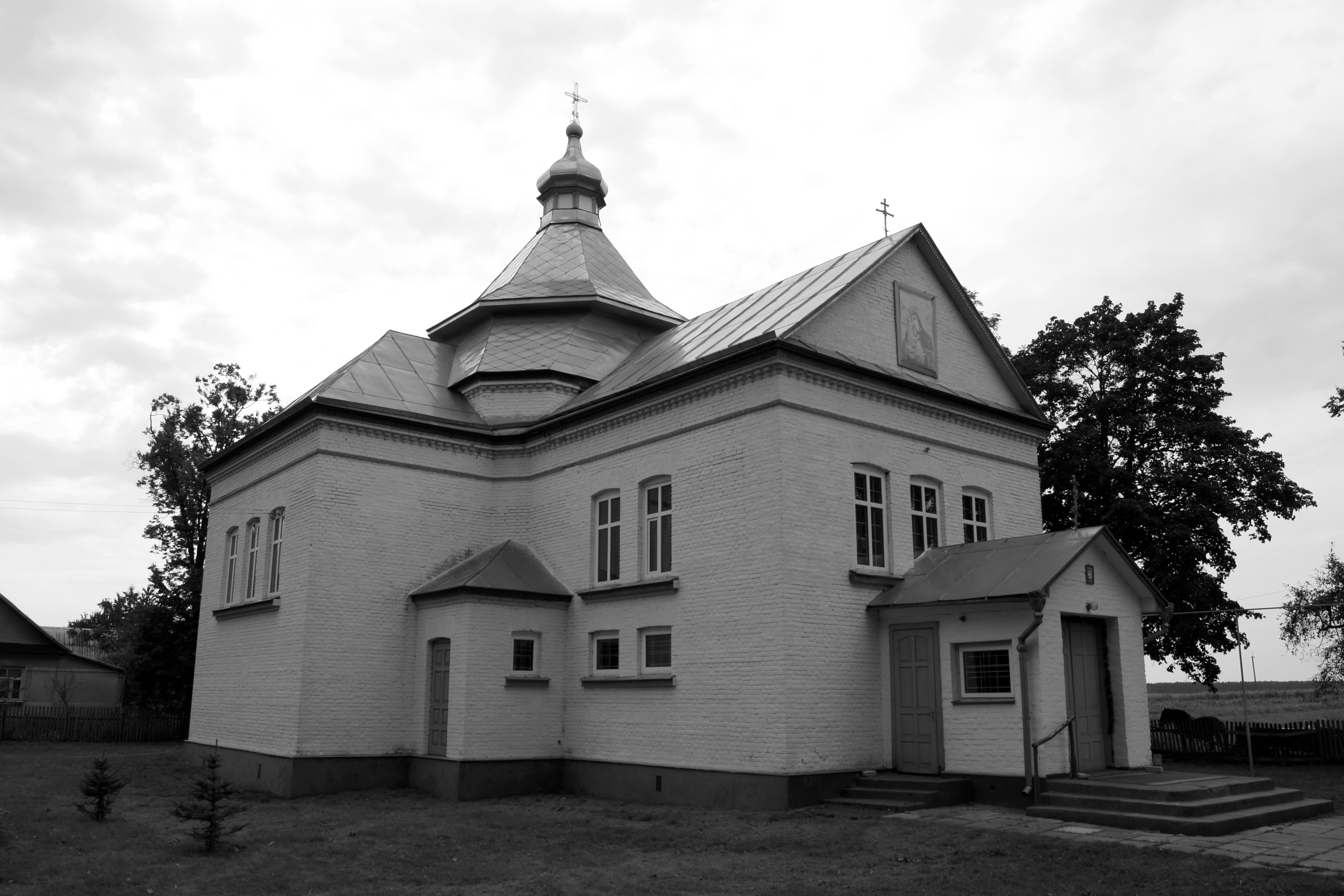
Unter Denkmalschutz stehende Mariä-Himmelfahrt-Kirche in Oparypsy

Das erstmals 1545 schriftlich erwähnte Dorf liegt auf einer Höhe von 218 m am Ufer der Sloniwka (Слонівка), einem 49 km langen, rechten Nebenfluss des Styr, 3 km südlich vom ehemaligen Gemeindezentrum Buhajiwka,(Бугаївка) 2 km westlich vom ehemaligen Rajonzentrum Radywyliw und 100 km südwestlich vom Oblastzentrum Riwne.
Durch das Dorf verläuft die Regionalstraße P–26, die südwestlich vom Dorf auf die Fernstraße M 06 / E 40 trifft.
Am 12. Juni 2020 wurde das Dorf ein Teil neu gegründeten Stadtgemeinde Radywyliw im Rajon Radywyliw; bis dahin war es ein Teil der Landgemeinde Buhajiwka bzw. bis 2019 Landratsgemeinde Buhajiwka im Westen des Rajon Radywyliw.
Am 17. Juli 2020 wurde der Ort Teil des Rajons Dubno.